# Wálter Peletti
Wálter Luis Pelletti Vezzoso (né le 31 mai 1966 à Fray Bentos en Uruguay) est un joueur de football international uruguayen, qui évoluait au poste d'attaquant.

## Biographie

### Carrière en club
Il dispute 55 matchs en première division espagnole avec le club du CD Castellón.

### Carrière en sélection
Avec l'équipe d'Uruguay, il joue 8 matchs (pour aucun but inscrit) entre 1992 et 1993. 
Il figure dans le groupe des sélectionnés lors des Copa América de 1987 et de 1993. La sélection uruguayenne remporte la compétition en 1987 en battant le Chili.

## Palmarès
| Montevideo Wanderers - Championnat d'Uruguay D2 (1) : - Champion : 2000. |  | Uruguay - Copa América (1) : - Vainqueur : 1987. |